# Astragalus titovii
Astragalus titovii är en ärtväxtart som beskrevs av Nikolai Fedorovich Gontscharow. Astragalus titovii ingår i släktet vedlar, och familjen ärtväxter. Inga underarter finns listade i Catalogue of Life.